# Boršt (gmina Metlika)
Boršt – wieś w Słowenii, w gminie Metlika. W 2018 roku liczyła 60 mieszkańców.